# Chrysophyllum viridifolium
Chrysophyllum viridifolium – gatunek drzew należących do rodziny sączyńcowatych. Występuje w południowej Afryce.